# امامزاده سید صلاح‌الدین محمد
امامزاده سید صلاح‌الدین محمد امامزاده‌ای مربوط به سدهٔ ۷ و ۸ ه‍.ق است که در مرکز شهر آبدانان واقع شده‌است. این اثر در تاریخ ۱۷ اسفند ۱۳۸۱ با شمارهٔ ثبت ۷۹۷۵ به‌عنوان یکی از آثار ملی ایران به ثبت رسیده‌است.